# Chine aux Jeux olympiques de la jeunesse d'été de 2014
La Chine participe aux Jeux olympiques de la jeunesse d'été de 2014 à Nankin du 16 août au 28 août 2014 en tant que pays organisateur.